# Eric B. & Rakim
Eric B. & Rakim – duet wykonujący muzykę rap. Składał się z producenta i DJ o pseudonimie Eric B. oraz rapera o pseudonimie Rakim.

## Dyskografia
| Dyskografia: |
| --- |
| Paid in Full - Data Wydania: 10 października 1987 - Pozycja: #58 US, #8 Top R&B/Hip Hop - Status: Platynowa płyta - Single: „Paid In Full”, „Eric B. Is President”, „I Know You Got Soul”, „I Ain’t No Joke”               |
| Follow the Leader - Data Wydania: 25 lipca 1988 - Pozycja: #22 US, #7 Top R&B/Hip-Hop Albums, - Status: Złota płyta - Single: „Follow the Leader”, „Microphone Fiend”, „The R”, „Lyrics of Fury”                           |
| Let the Rhythm Hit 'Em - Data Wydania: 25 maja 1990 - Pozycja: #32 US, #10 Top R&B/ Hip Hop - Status: Złota płyta - Single: „Let the Rhythm Hit 'Em”, „In the Ghetto”, „Mahogany”                                          |
| Don't Sweat the Technique - Data Wydania: 23 czerwca 1992 - Pozycja: #22 US, #9 Top R&B/ Hip Hop - Status: Złota płyta - Single: „Don’t Sweat the Technique”, „Know the Ledge”, „What’s on Your Mind”, „Casualties of War” |

| Składanki: |
| --- |
| The Book of Life - Data Wydania: 4 listopada 1997 - Pozycja: #1 Top R&B/Hip Hop - Status: Złota płyta - Single: „Paid in Full”, „Lyrics of Fury”, „I Ain’t No Joke”, „Microphone Fiend” |
| The Best of Eric B. & Rakim - Data Wydania: 19 czerwca 2001 - Pozycja: N/A - Status: Złota płyta - Single: „I Know You Got Soul”, „I Ain’t No Joke”, „Microphone Fiend”                 |
| Classic - Released: 22 kwietnia 2003 - Chart positions: N/A - Status: Złota płyta - Singles: „Paid In Full”, „Follow the Leader”, „Let the Rhythm Hit 'Em”, „Lyrics of Fury”            |
| Gold - Data Wydania: 24 czerwca 2005 - Pozycja: - Status: Złota płyta - Single: |